# بیلی بار
بیلی بار (انگلیسی: Billy Barr؛ زادهٔ ۲۱ ژانویهٔ ۱۹۶۹) بازیکن فوتبال اهل بریتانیا است.
از باشگاه‌هایی که در آن بازی کرده‌است می‌توان به باشگاه فوتبال کرو آلکساندرا، باشگاه فوتبال کارلایل یونایتد، و باشگاه فوتبال وورکینگتون ای. اف. سی اشاره کرد.